# Shaken and Stirred
Albums par David Arnold
Independence Day OST
(1996) Demain ne meurt jamais OST
(1997)
Singles
1. "On Her Majesty's Secret Service"
Sortie : 6 octobre 1997
2. "Diamonds Are Forever"
Sortie : 10 novembre 1997

Shaken and Stirred: The David Arnold James Bond Project est un album de reprises de chansons des films James Bond produit David Arnold, qui composera la même année la bande originale de Demain ne meurt jamais. Les morceaux sont retravaillés par Arnold avec l'aide d'artistes de Rock et de musique électronique.
John Barry, compositeur historique de la saga, félicitera David Arnold pour son travail : « il a été très fidèle au contenu mélodique et harmonique, mais il a ajouté une tout autre fraîcheur rythmique et un casting intéressant en termes d'artistes choisis pour faire les chansons. Je pense que c'est un album énorme. Je suis très flatté ».
Une version de "You Only Live Twice" par Björk a été enregistrée mais finalement non incluse sur l'album. Elle est cependant disponible sur le site de la chanteuse islandaise.
L'album se classe à la 11e place du UK Album Chart. Les 2 singles sortis au Royaume-Uni, "On Her Majesty's Secret Service" et "Diamonds Are Forever", se classent respectivement 7e et 39e au UK Singles Chart.

## Liste des titres
| No  | Titre                                            | Featuring      | Durée |
| --- | ------------------------------------------------ | -------------- | ----- |
| 1.  | Diamonds Are Forever                             | David McAlmont | 3:54  |
| 2.  | Nobody Does It Better                            | Aimee Mann     | 4:26  |
| 3.  | Space March                                      | Leftfield      | 5:31  |
| 4.  | All Time High                                    | Pulp           | 4:33  |
| 5.  | Moonraker                                        | Shara Nelson   | 3:56  |
| 6.  | The James Bond Theme                             | LTJ Bukem      | 7:00  |
| 7.  | Live And Let Die                                 | Chrissie Hynde | 2:45  |
| 8.  | Thunderball                                      | Martin Fry     | 4:15  |
| 9.  | From Russia with Love                            | Natacha Atlas  | 3:12  |
| 10. | On Her Majesty's Secret Service                  | Propellerheads | 9:26  |
| 11. | We Have All the Time in the World                | Iggy Pop       | 3:42  |
| 12. | The James Bond Theme (Titre bonus pour le Japon) | Orchestre      | 3:30  |

### SingleDiamonds Are Forever
| No | Titre                                                              | Featuring       | Durée |
| -- | ------------------------------------------------------------------ | --------------- | ----- |
| 1. | Diamonds Are Forever (Radio Edit)                                  | David McAlmont  | 3:51  |
| 2. | Diamonds Are Forever (You Expect Me To Do What Mr Goldfinger? Mix) | Shape Navigator | 6:20  |
| 3. | The James Bond Theme                                               | Orchestre       | 3:30  |
| 4. | Diamonds Are Forever (Orchapella)                                  | David McAlmont  | 3:39  |

### SingleOn Her Majesty's Secret Service
| No | Titre                                        | Featuring      | Durée |
| -- | -------------------------------------------- | -------------- | ----- |
| 1. | On Her Majesty's Secret Service (Radio Edit) | Propellerheads | 3:26  |
| 2. | On Her Majesty's Secret Service              | Propellerheads | 9:26  |
| 3. | On Her Majesty's Secret Service (Orchapella) | Propellerheads | 5:38  |